# Artakserkso II.
Za ostale povijesne ličnosti pod imenom „Artakserkso“ vidi: Artakserkso (razdvojba)
Artakserkso II. Mnemon (staroperz. Artaxšaçrā, grč. Ἀρταξέρξης), sin Darija II. i Parisatide, bio je veliki kralj Perzijskog Carstva od 404. do svoje smrti 358. pr. Kr. kada ga nasljeđuje njegov sin Artakserkso III.

## Obitelj
Artakserkso II. Mnemon pripada iranskoj dinastiji Ahemenida. Rođen je kao najstariji sin perzijskog velikog kralja Darija II. i kraljice Parisatide, koji su uz njega imali i Kira Mlađeg, te Ostana.
Glavna žena Artakserksa II. bila je Stateira, dok je druga najvažnija žena bila Grkinja Aspasia. Izvori navode kako je imao preko 115 sinova, te 350 žena.

## Borba za prijestolje
Nakon što je 404. pr. Kr. naslijedio svoga oca Darija II., Artakserkso II. je morao braniti pravo na prijestolje protiv njegova brata Kira Mlađeg, koji ga je pokušao smaknuti odmah nakon stupanja na tron. Pokušaj atentata je propao i Kir Mlađi je zarobljen, no na nagovor majke Parisatide Artakserkso II. pošteđuje brata te ga vraća u satrapiju Lidiju. Godine 401. pr. Kr. Kir Mlađi u Maloj Aziji okuplja 10.000 grčkih plaćenika („Deset tisuća“) i još toliko azijskih vojnika, te kreće u ponovnu borbu protiv Artakserksa II. za perzijski tron. Njihove vojske sukobile su se u bitci kod Kunakse gdje Kir Mlađi pogiba, čime je pobuna ugušena, odnosno ojačana pozicija Artakserksa II.

## Vanjska politika

### Grčka
Godine 396. pr. Kr. spartanski kralj Agesilaj II. iskrcava se u Maloj Aziji i započinje s pljačkom perzijskih pokrajina Lidije i Karije, na što Artakserkso II. odlučuje odgovoriti poticanjem spartanskih suparnika u Grčkoj na rat protiv Sparte. Atena, Teba i Korint prihvaćaju perzijsku ponudu i time započinje Korintski rat. Nakon deset godina ratovanja, 386. pr. Kr. Perzija je Grcima diktirala „Kraljevski mir“ na koji su pristali svi, od nedavnih neprijatelja Spartanaca do nedavnih saveznika Atenjana. Tim mirom Perzija je osigurala mir i stabilnost u svojim pokrajinama uz obalu Male Azije, dok je Sparti poklonila dominaciju grčkim kopnom.

### Egipat
Iako je bio uspješan protiv Grka, Artakserkso je imao problema protiv Egipćana, koji su se uspješno pobunili neposredno nakon njegova stupanja na perzijski tron. Godine 383. pr. Kr. u Egipat šalje vojsku pod zapovjedništvom Farnabaza II. i Titrausta, no egipatski kralj Hakor odbacuje napadače. Ipak, unatoč tome što nije ponovo uspio pokoriti Egipat, uspješno je obranio Feniciju od egipatsko-spartanske invazije.

## Graditeljski projekti
Većina bogatstva Artakserksa II. korištena je za mnoge graditeljske projekte. Obnovio je palaču Darija Velikog u Suzi, te posebno gradske fortifikacije koje uključuju dvostruko pojačanje na jugoistočnom uglu zidina. Također, u Ekbatani je sagradio novu apadanu i kipove. Perzepolis nije mnogo nadograđivao, no tu je smjestio svoju grobnicu što ga razlikuje od prethodnih velikih kraljeva koji su sahranjeni u obližnjem kompleksu grobnica Nakš-e Rustam.

## U Starom zavjetu
Do današnjeg dana nije razjašnjeno je li Ahasuer iz Knjige o Esteri (Stari zavjet) Artakserkso II., ili netko od njegovih prethodnika: Kserkso I., Kserkso II. ili Artakserkso I.

## Smrt
Artakserkso II. umire od starosti 358. pr. Kr., kada ga nasljeđuje njegov sin Artakserkso III. Sahranjen je u tradicionalnoj kraljevskoj grobnici u Perzepolisu.

## Kronologija
- 404. pr. Kr. - početkom travnja Artakserkso II. stupa na perzijski tron.
- 404. pr. Kr. - pobunom Kira Mlađeg započet građanski rat u Perziji.
- 404. pr. Kr. - Amirtej pokreće pobunu u Egiptu.
- 401. pr. Kr. - u bitci kod Kunakse sukobljavaju se Kirova i Artakserksova vojska pri čemu Kir Mlađi pogiba.
- 400. pr. Kr. - povratak Deset tisuća u Grčku.
- 396. pr. Kr. - spartanski kralj Agesilaj II. pljačka perzijske pokrajine u Maloj Aziji.
- 395. pr. Kr. - atenski admiral Konon vodi atensku i perzijsku mornaricu protiv Sparte; zaposjedaju otok Rod čime je počeo Korintski rat.
- 395. pr. Kr. - pogubljen Tisafern.
- 394. pr. Kr. - opoziv Agesilaja II.
- 386. pr. Kr. - Artakserksov Kraljevski mir; kraj Korintskog rata.
- 383. pr. Kr. - Farnabaz II. i Titraust vode perzijsku vojsku u Egipat, no egipatski kralj Hakor odbacuje napadače.
- 370-ih pr. Kr. - rat protiv nomadskog plemena Kadusijana.
- 373. pr. Kr. - Artakserkso II. šalje Farnabaza II. da ponovo pokori Egipat, no egipatski faraon Nektanebo I. uspijeva se obraniti.
- 368. pr. Kr. - satrap Datam pokreće pobunu u Kapadociji.
- 367. pr. Kr. - početak „Satrapske pobune“; Ariobarzan se pobunio u Frigiji, Mauzol u Kariji, Oront I. u Armeniji, Autofradat u Lidiji, a priključuje im se i Datam.
- 362. pr. Kr. - pogubljen Datam, kraj kapadocijske pobune.
- 358. pr. Kr. - smrt Artakserksa II. početkom ožujka.[1]

## Poveznice
- Ahemenidsko Perzijsko Carstvo
- Darije II.
- Kir Mlađi
- Korintski rat

| Prethodnik:                      | Veliki kralj Perzije (404. - 358. pr. Kr.) | Nasljednik:                            |
| Darije II. (423. - 404. pr. Kr.) | Veliki kralj Perzije (404. - 358. pr. Kr.) | Artakserkso III. (358. - 338. pr. Kr.) |

## Vanjske poveznice
- [neaktivna poveznica]
- Britannica enciklopedija: Artakserkso II.
- Artakserkso II., Livius.org  Arhivirana inačica izvorne stranice od 29. rujna 2012. (Wayback Machine)
- Artakserkso II., Looklex.com  Arhivirana inačica izvorne stranice od 5. ožujka 2016. (Wayback Machine)